# Worlds of the mind
worlds of the mind（ワールズオブザマインド）は、moveの通算2枚目のオリジナルアルバムである。全11曲収録。

## 概要
- シングル「words of the mind 〜brandnew journey〜」と同時発売。
- 一見「words of the mind 〜brandnew journey〜」と同じタイトルのように見えるが、今作は冒頭が「words」ではなく「worlds」となっている。
- 初回盤はスリーヴケース付、ピクチャーレーベル仕様。CD-EXTRA仕様となっている。
- グループ全活動時において、売上・順位共に最も高いアルバムである。

## 収録曲
1. Blazin' Beat
2. words of the mind 〜brandnew journey〜
3. majestic flight
4. time machine
5. silent white?
6. singin' 4U
7. flash you back （Electro House mix）
8. platinum
9. BREAK IN2 THE NITE
10. Knock' em out
11. cafe ROZA〜for johnny & Mary〜
12. move megamix （初回盤のみ収録）